# Expositie (windrichting)

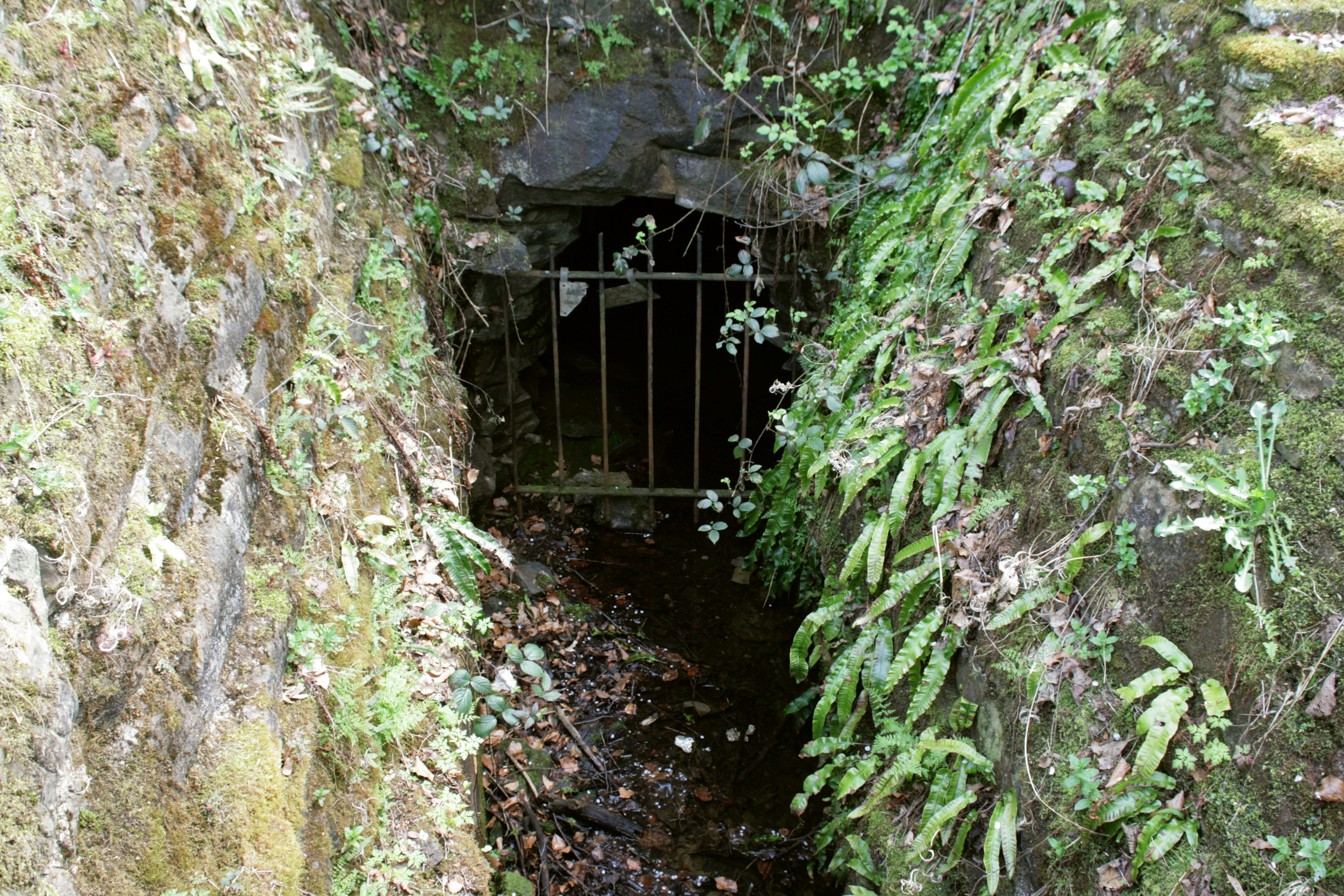
Vegetatiezonering door verschil in expositie van twee muren. De linker muur staat op het zuiden geëxponeerd en de rechter muur op het noorden. De muur op het noorden vangt minder zonlicht en blijft koeler en vochtiger, waardoor er veel tongvarens groeien.

Met de expositie van een bepaalde plek of een bepaald object wordt bedoeld vanaf welke windrichting datgene aan een bepaalde milieufactor staat blootgesteld. Meestal wordt in dit verband de expositie op de zon bedoeld. Andere factoren kunnen bijvoorbeeld zijn: zeewind, zeesproei of een vulkanische asregen.
Vaak spreekt men eenvoudigweg van geëxponeerd om aan te geven dat iets in de zon staat, zonder daarbij aan te geven dat het in dat geval dus om de (hoge mate van) blootstelling aan zonlicht gaat (in plaats van een andere milieufactor). Zo spreekt men bijvoorbeeld van 'geëxponeerde gevels', 'geëxponeerde bomen' of 'geëxponeerde standplaatsen'.

## Fotogalerij

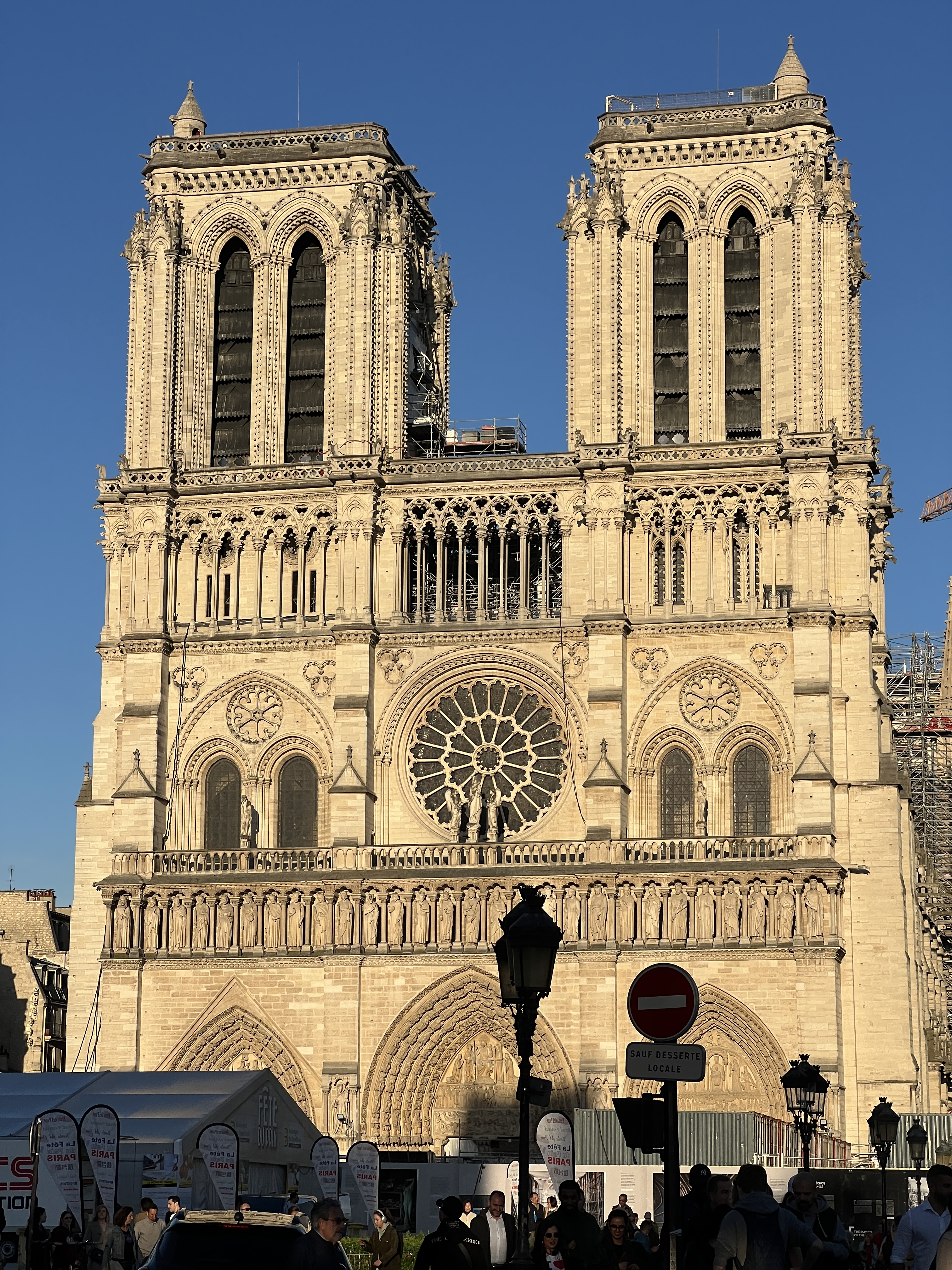
De voorgevel van de Notre-Dame van Parijs heeft een noordwestelijke expositie
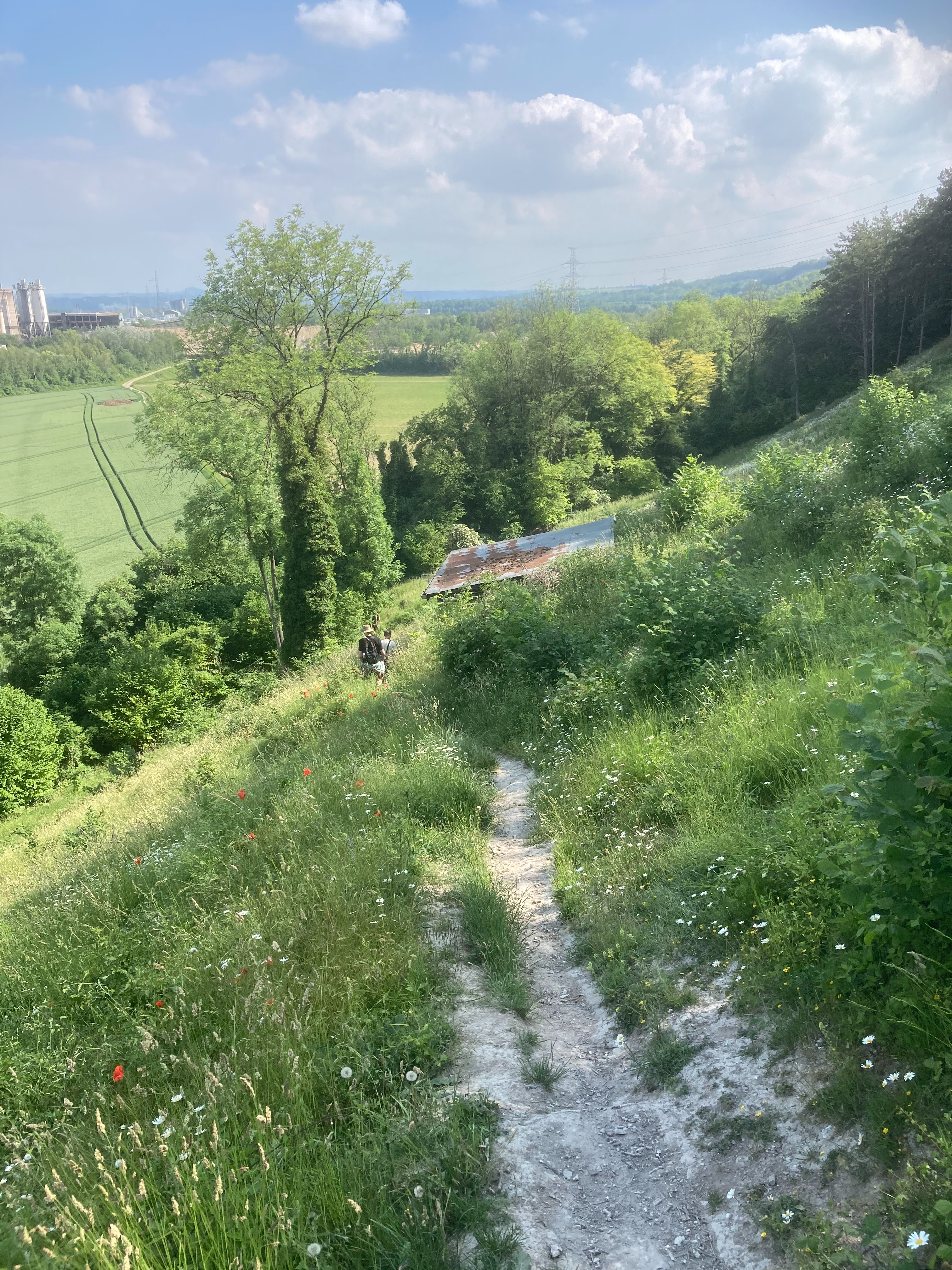
Zicht op een op het zuidoosten geëxponeerde flank van de Sint-Pietersberg